# Masanhappo-gu
Masanhappo-gu (koreanska: 마산합포구) är ett stadsdistrikt i staden Changwon i provinsen Södra Gyeongsang i Sydkorea, 300 km sydost om huvudstaden Seoul. Distriktet utgör den södra delen av den tidigare staden Masan som 2010 blev en del av Changwon.

## Indelning
Masanhappo-gu  består av elva stadsdelar (dong) och fyra socknar (myeon). 

- Banwol Jungang-dong
- Gapo-dong
- Gusan-myeon
- Gyobang-dong
- Happo-dong
- Hyeon-dong
- Jasan-dong
- Jinbuk-myeon
- Jindong-myeon
- Jinjeon-myeon
- Munhwa-dong
- Odong-dong
- Sanho-dong
- Wanwol-dong
- Woryeong-dong